# 101 лице фантастике
101 лице фантастике је лексикон најзначајнијих писаца научне и епске фантастике који је написао Илија Бакић. Дело је објављено 2015. године у издању Агоре. Ово дело је штампано у едицији Поглед преко свега у којој се штампају целокупна дела писаца српске и светске литературе, као и антологијски увиди у књижевност.

## О делу
101 лице фантастике је лексикон жанровских писаца. То су практично кратки огледи о делима више стотина писаца научне, али и епске фантастике натприродног, хорора или мрачне фантастике. Писци који су се ту нашли су они који су одавно заузели своје место у жанровској књижевности и литератури, али и аутори који последњих деценија одређују правце развоја ових жанрова.
Дело може да се исчитава и као низ огледа о писцима фантастике где је рационално, синтетички и аргументовано дат њихов рад, репрезентативна дела, као и ауторова интересовања и домете.

### Како је настала књига
Књига представља компилацију текстова објављиваних у новосадском дневном листу Дневник, у рубрици посвећеној астрономији. Текстови су обједињени и допуњени током три деценије ауторовог искуства. Аутор Илија Бакић је 2003. године добио позив за учешће у приређивању нове тематске странице у Дневнику о великим писцима научне фантастике. Почев од 12. фебруара, сваке друге среде, читаоци су могли да читају кратке чланке о Великим писцима научне фантастике. Сем у новинама, текстови су објављивани и на сајту часописа Астрономија.
Током времена се појављују нова дела из пера нових писаца. Са сцене су сишли неки аутори, а попели се други. Понеки аутор је потонуо у заборав иако је за живота био прослављен. Писац је сам свестан пролазности, али савршених и свеобухватних књига о књигама нема нити их може бити.
Током стварања текстова коришћена је сва доступна литература, од Енциклопедије научне фантастике Зорана Живковића, у часописима и књигама до бројних инфорамациај на интернету које су сваким даном све бројније.

### Одзив читалаца
Текстови о писцима научне фантастике имали су великог одјека код читалаца. 